# Орден святого рівноапостольного князя Володимира (ПЦУ)
Орден святого рівноапостольного князя Володимира — український недержавний орден, заснований Православною церквою України для вшанування людей за заслуги перед Помісною українською православною церквою і побожним народом. Орден має три ступені. Нагородження здійснює Предстоятель ПЦУ.

## Статут нагороди
Загальні положення
Орден святого рівноапостольного князя Володимира — це відзнака Православної церкви України, що встановлена рішенням Священного синоду від 4 лютого 2020 року (журнал № 2).
Ступені ордену
Має три ступені, найвищим з яких є перший.
За що і кому вручається
- Вручається за заслуги перед Помісною українською православною церквою та побожним народом.
- Орденом можуть бути нагороджені як громадяни України, так і громадяни інших держав.

Порядок нагородження
- Представлення до нагородження проводиться за поданням архієреїв ПЦУ або інших осіб, окрім самого претендента на нагородження.
- Рішення про нагородження приймається Предстоятелем ПЦУ.
- Вручення нагороди здійснює Предстоятель Православної Церкви України особисто чи за його дорученням і від його імені архієреї або священники ПЦУ.
- Особі, нагородженій орденом, чи її представнику, вручається знак нагороди визначеної форми та грамота про нагородження.

Правила ношення
- Орден носять на грудях ліворуч.

Інші положення
- Нагородження орденом одного і того ж ступеня вдруге, а також посмертне нагородження не здійснюється.
- Особи, нагороджені орденом, повинні дбайливо ставитися до збереження нагороди та грамоти. У разі їх втрати (пошкодження) видача дублікатів не передбачена.

## Опис знака нагороди

### Орден святого рівноапостольного князя Володимира I ступеня
Виготовляється із ювелірної латуні, полірується та покривається золотом (товщина покриття 0.5 мк) та сріблом (товщина покриття 1.5 мк).
Відзнака має форму округлої багатопроменевої покритої золотом зірки, на яку накладено хрест, покритий глухою емаллю червоного та чорного кольорів.
По центру відзнаки розміщено медальйон покритий сріблом та чорною глухою емаллю із надписом «Св. рівноапостольний князь Володимир».
На медальйон по центру накладено барельєфне зображення князя Володимира, покрите золотом.

### Орден святого рівноапостольного князя Володимира II ступеня
Виготовляється із ювелірної латуні, полірується та покривається золотом (товщина покриття 0.5 мк) та сріблом (товщина покриття 1.5 мк).
Відзнака має форму округлої багатопроменевої покритої сріблом зірки, на яку накладено хрест, покритий глухою емаллю червоного та чорного кольорів.
По центру відзнаки розміщено медальйон покритий золотом та чорною глухою емаллю із надписом «Св. рівноапостольний князь Володимир».
На медальйон по центру накладено барельєфне зображення князя Володимира, покрите сріблом.

### Орден святого рівноапостольного князя Володимира III ступеня
Виготовляється із ювелірної латуні, полірується та покривається золотом (товщина покриття 0.5 мк) та сріблом (товщина покриття 1.5 мк).
Відзнака має форму хреста покритого сріблом, покритого глухою емаллю червоного та чорного кольорів.
По центру відзнаки розміщено медальйон покритий сріблом та чорною глухою емаллю із надписом «Св. рівноапостольний князь Володимир».
На медальйон по центру накладено барельєфне зображення князя Володимира, покрите золотом.